# 바실리 크바찬티라드제
바실 샬바스 제 크바찬티라제 (틀:Lang-ka; 러시아어: Василий Шалвович Квачантирадзе 바실리 샬보비치 크바찬티라제[*]; 1907년 15 January(율리우스력 2 January) – 1950년 2월 9일)는 제2차 세계 대전 중 소련 저격수였다. 그는 비쳅스크-오르샤 공세에서 최소 215명의 독일 독일 국방군 장교와 병사를 사살했으며, 전쟁 중 총 517명의 사살을 확인받아 역사상 가장 치명적인 저격수 중 한 명으로 간주된다.

## 초기 생애
크바찬티라제는 1907년 1907년 1월 15일(율리우스력 1월 2일)에 당시 러시아 제국의 일부였던 조지아의 콘치카티 마을에서 태어났다. 바실은 농민 가정에서 자랐고, 1939년 조지아 공산당원이 될 때까지 부모님의 농장에서 일하며 청소년기를 보냈다. 그는 1932년부터 1933년까지 잠시 붉은 군대에서 복무하기도 했다.

## 제2차 세계 대전
전쟁이 발발하자 크바찬티라제는 1941년에 지역 군사위원회에 의해 다시 징집되어 소련 650 보병 연대, 138 보병사단의 저격수로 배치되었다. 그는 스탈린그라드 전투에서 저격 소총으로 60명의 적군 병사를 사살하며 자신의 능력을 입증했다. 1942년 8월, 바실은 처음으로 부상을 입었고, 복귀 후 소련 제43군의 일부였던 179 보병사단으로 전속되었다. 1942년 10월까지 그는 총 81명의 사살 기록을 세웠고, 그 공로로 적성훈장을 수여받았다.
프레치스텐스키 및 슬로보드스코이 지구 주변의 방어 전투에서 크바찬티라제는 138 보병사단의 259 보병 연대에서 싸웠으며, 매일 임무를 수행하여 113명의 사살 기록으로 적기훈장을 수여받았다. 1944년 6월까지 원사 계급의 바실 크바찬티라제는 이미 다섯 차례의 전투 부상을 입었고, 개인 점수 221점으로 제43군 최고의 저격수로 인정받았다. 이 성공으로 그는 소비에트 연방영웅 칭호에 지명되었다.
크바찬티라제는 1944년 비쳅스크, 벨라루스 해방전에서 다시 두각을 나타냈는데, 이는 동프로이센 공세의 일부였다. 그는 슈밀리노 주변에서 독일군이 돌파를 시도하는 동안 44명의 적군 병사를 사살했으며, 1944년 6월부터 12월까지 215명의 사살 기록을 세워 당시 총 517명의 적군 병사와 장교를 사살한 것으로 알려져 있다.
슈밀리노 전투에서 바실의 분대는 역습으로 포위되어 일시적으로 나머지 연대와 고립되었다. 보도에 따르면 저격수는 한 번도 위치를 노출하지 않고 즉흥적인 함정과 매복을 성공적으로 수행했다. 지속적인 교란과 저항으로 독일군은 방어선 구축에 중요하다고 여겨지는 지역을 확보할 수 없었다. 소련 보병과 기계화 부대의 합동 공격으로 결국 돌파에 성공하여 그들을 격퇴했다.
바실 크바찬티라제는 다른 저명한 소련 저격수들인 쿠즈마 다니로비치 스몰렌스키 및 표도르 오클로프코프와도 함께 일했다. 스몰렌스키와 함께 그는 전쟁 노력을 위해 50명의 추가 저격수를 훈련시키는 데 참여했다. 오클로프코프와 함께 그들은 총 644명의 사살 기록으로 소련에서 가장 치명적인 저격 팀이 되었다. 1941년부터 1945년까지의 전 기간 동안, 크바찬티라제는 개인적으로 총 517명의 사살 기록을 세웠고, 스몰렌스키는 414명, 오클로프코프는 429명을 기록했다. 1945년 3월 24일, 최고 소비에트 상임간부회는 그에게 금성 메달과 두 번째 레닌 훈장과 함께 "소비에트 연방영웅" 칭호를 수여하기로 결정했다.

## 수상
전쟁 중 그의 엄청난 공헌으로 크바찬티라제는 소비에트 연방영웅 칭호, 레닌 훈장 금성 메달 2회, 적기훈장 2회, 애국전쟁훈장 2회, 그리고 적성훈장을 수여받았다.
추천서
- 적성훈장
- 적기훈장
- 소비에트 연방영웅
- 애국전쟁훈장
- 레닌 훈장

## 전후
크바찬티라제는 1945년에 군대를 떠나 콜호스의 책임자이자 소련 조지아 최고 소비에트의 대리인이 되었다. 바실 샬보비치 크바찬티라제는 1950년 2월 9일 43세의 나이로 사망했다.

## 같이 보기
- 노에 아다미아
- 소련의 저격수
- 저격수에 관한 책, 기사 및 다큐멘터리 목록